# Bomolocha madefactalis
Bomolocha madefactalis är en fjärilsart som beskrevs av Achille Guenée 1854. Bomolocha madefactalis ingår i släktet Bomolocha och familjen nattflyn. Inga underarter finns listade i Catalogue of Life.